# Xã Willow Lake, Quận Redwood, Minnesota
Xã Willow Lake (tiếng Anh: Willow Lake Township) là một xã thuộc quận Redwood, tiểu bang Minnesota, Hoa Kỳ. Năm 2010, dân số của xã này là 222 người.